# 巫女 (グエルチーノ、チェント)
『巫女』（みこ、伊: Sibilla、英: Sibyl）は、イタリアのバロック絵画の巨匠グエルチーノが1620年ごろにキャンバス上に油彩で制作した絵画である。グエルチーノが生涯にわたり手掛けた巫女を主題としている。おそらくフェラーラの教皇特使を務めたジェノヴァ出身のジャコモ・セッラ枢機卿の甥が注文した作品であり、その後はずっとジェノヴァに留まっていたとされる。1992年に知られるようになり、2003年のオークションで落札され、チェント貯蓄銀行財団の所有となった。現在、財団からイル・グエルチーノ市立美術館に寄託されている。

## 作品
画面の巫女は本を参照しつつ、石板に記された文字を読んでいるところである。石板と本の間にいる彼女は自然と身体をひねることとなり、画面に動きがもたらされる結果となっている。この巫女は、ボローニャ国立絵画館に所蔵されている『巫女』とややずんぐりした体格と顔立ちがよく似ており、同じモデルを用いていると考えられる。身の回りにいる女性を理想化せずに描くのは、初期のグエルチーノの特徴である。
巫女は宝石のついた高価な衣服と異国趣味のターバンで東洋風に装っているが、このような衣装は17世紀には古代の巫女を特徴づけるものと考えられていた。とはいえ、本作の巫女とまったく同じ扮装をした同じ女性が同時期の『クレオパトラの死』 (ノートン・サイモン美術館、パサデナ) にも登場する。これらの作品において主題はさほど重要ではなく、グエルチーノの関心は女性美の追求にあった。
強い明暗や調和を見せる各色面、画面を満たすような人体はボローニャ国立絵画館の巫女と共通している一方、本作の色彩はより鮮やかで、肌に生気がみなぎっている。ヴェネツィア旅行から戻ったグエルチーノは初期の代表作『聖ギヨームの着衣式』 (ボローニャ国立絵画館) を描き、後年「あのころ、鍋は沸騰していた」と振り返っているが、本作も彼が最も力強い表現をしていた同時期の作品であり、画面には旺盛な制作欲や集中力が見られる。

## ギャラリー

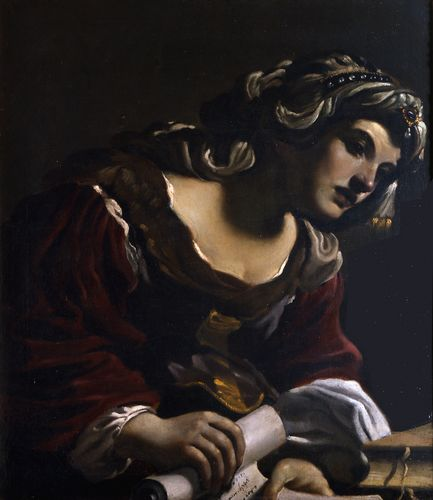
グエルチーノ『巫女』 (1619-1620年)、ボローニャ国立絵画館
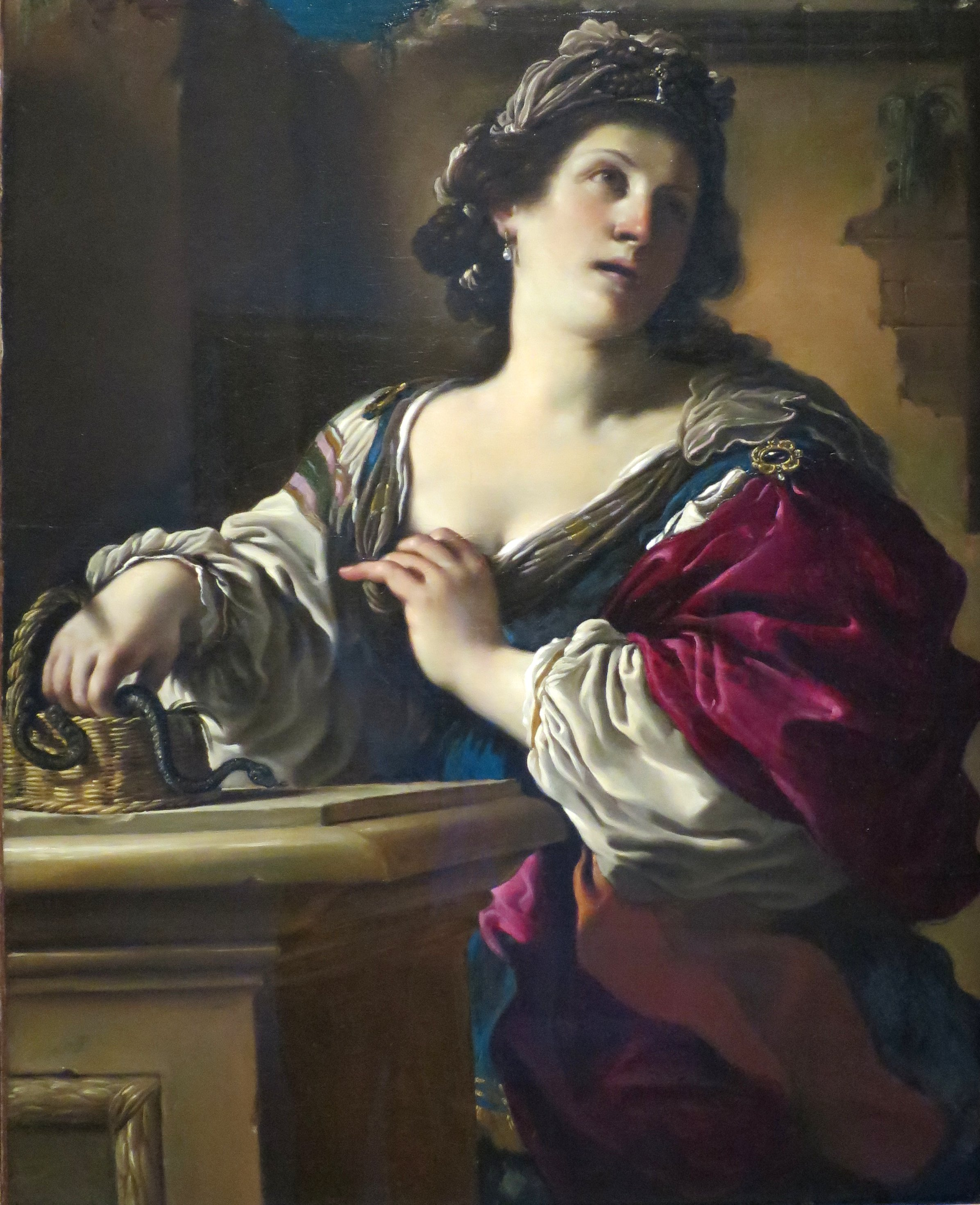
グエルチーノ『クレオパトラの死』 (1621年ごろ)、ノートン・サイモン美術館、パサデナ